# Lagidium wolffsohni
El chinchillón anaranjado, también conocido como vizcacha de Wolffsohn o vizcacha de la Patagonia, (Lagidium wolffsohni) es una especie de roedor histricomorfo de la familia Chinchillidae.

## Etimología
Vizcacha es una palabra de origen quichua (Wisk'acha).

## Distribución geográfica
Se encuentra en la provincia de Santa Cruz Argentina, y la región de Magallanes en Chile.

## Hábitat y Distribución
Su hábitat natural son las áreas rocosas. Su distribución se extiende desde el Lago Viedma en la Patagonia Argentina hasta el Seno Última Esperanza en la Patagonia Chilena.